# 앗가이
앗가이(영어: Acguy, 일본어: アッガイ)는 《건담 시리즈》에 등장하는 모빌 슈트(MS)로 분류되는 가공의 유인 조종식 인간형 로봇 병기이다. 1979년에 방영된 TV 애니메이션 《기동전사 건담》에서 처음으로 등장했다.
작품 내에서 적측 세력인 지온 공국군의 양산기로 수중 항행 능력을 가진 수륙양용 모빌슈트(MS)이다. 자쿠 II 등의 범용 MS 보다 큰 머리와 둥근 체형이며, 양팔에 손톱과 화기를 내장하고 있다. 자쿠 II의 부품을 유용함으로써 생산성을 높였다고 하는 설정이다.
그 독특한 모습 때문에 시간이 지난 후에는 치유 캐릭터나 모에 캐릭터로 인식되었고, 그에 따른 관련 상품들도 발매되었다.

## 같이 보기
- 기동전사 건담